# 中华教育文化基金会
财团法人中华教育文化基金会（英語：China Foundation for the Promotion of Education and Culture，原名中华教育文化基金董事会，简称为中基会）成立于1924年，是中华民国一个以促进中华教育与文化事业为宗旨的财团法人。基金会的运作不通过政府而由独立董事会完成，在制度方面杜绝了政府挪用基金用于战争活动。基金会成立時坐落在北京的一座亲王府。

## 历史
1924年，在亨利·卡波特·洛奇（Henry Cabot Lodge）、保罗·孟禄（Paul Monroe）、韦棣华（Mary Elizabeth Wood）等人推动下，美国总统卡尔文·柯立芝决定第二次退还总计1,254.5万美元的庚子赔款，并成立中华教育文化基金董事会以管理此款项。中华教育文化基金会成立之初，董事会由十名中华民国籍董事与五名美国籍董事组成，董事会任命范源濂为第一任干事长。
除庚子赔款外，基金会“还有1908年归还的供奖学金和清华大学使用的款项”。
基金会的主要任务包括如下方面：
- 第一，自主学术机构的高质量活动，如黄炎培领导的中华职业教育社；
- 其次，支持公司机构的新项目，如合作事业；
- 第三，基金会本身开发新项目

1924年至1949年间，中基会共计补助了中国大专院校233次、研究机构139次、教育文化事业团体147次，其中包括帮助国立北京大学解决财务问题、建立国立北平图书馆等。
1928年，基金会出资建立北京图书馆，把临时馆址设在北海公园，任命袁同礼为馆长。
1931年，提供1,374,000元为北京图书馆建立一栋新图书馆大楼。
1950年，中基会迁往台湾，此后至1970年为止共投入100余万美元推动教育事业发展。
1971年后，中基会改变补助方针，开始将补助资金用于政府预算较少的计划之中，其中包括补助了国家科学委员会各计划共500万美元。目前中基会还在国立台湾大学与中央研究院设有“胡适纪念讲座”，並設專案補助國立政治大學國際關係研究中心及中央研究院植物暨微生物學研究所。亦設獎助計畫，資助研究型大學人文與社會科學博士生與助理教授之學術活動。

## 財務狀況
現基金會財務狀況如下：
- 國立清華大學基金：自1929年起，交付國立清華大學運用。
- 靜生生物調查所基金：補助中央研究院植物暨微生物研究所。
- 中國政治學會圖書館基金：補助國立政治大學國際關係研究中心。

## 历任董事

### 中华民国籍
- 顾维钧（1924年－1929年；1951年－1974年）
- 施肇基（1924年－1947年）
- 颜惠庆（1924年－1929年；1940年－1945年）
- 张伯苓（1924年－1929年）
- 范源濂（1924年－1929年）
- 黄炎培（1924年－1927年）
- 郭秉文（1924年－1929年）
- 蒋梦麟（1924年－1930年；1940年－1965年）
- 周诒春（1924年－1952年）
- 丁文江（1924年－1927年；1933年－1936年）
- 蔡元培（1927年－1940年）
- 胡适（1927年－1962年）
- 翁文灏（1928年－1930年；1936年－1951年）
- 孙科（1929年－1974年）
- 伍朝枢（1929年－1933年）
- 李煜瀛（1929年－1940年）
- 汪兆铭（1929年）
- 任鸿隽（1929年－1951年）
- 赵元任（1929年－1930年）
- 金绍基（1930年－1945年）
- 徐新六（1930年－1939年）
- 孙洪芬（1939年－1945年）
- 范锐（1945年）
- 蒋廷黻（1945年－1966年）
- 傅斯年（1945年－1951年）
- 贝祖诒（1945年－1946年）
- 李铭（1946年－1968年）
- 霍宝树（1947年－1964年）
- 梅贻琦（1951年－1962年）
- 李榦（1951年－1972年）
- 钱思亮（1952年－1984年）
- 吴大猷（1962年－2000年）
- 叶良才（1962年－1979年）
- 张兹闿（1964年－1984年）
- 陈可忠（1965年－1969年）
- 刘锴（1966年－1989年）
- 俞国华（1968年－1984年）
- 阎振兴（1969年－2005年）
- 叶公超（1972年－1983年）
- 杨树人（1974年－2000年）
- 魏火曜（1974年－1995年）
- 梁国树（1979年－1996年）
- 孙义宣（1983年－1989年）
- 韩忠谟（1983年－1993年）
- 钱纯（1984年－）
- 蒋硕杰（1984年－1993年）
- 陈雪屏（1984年－1990年）
- 李崇道(1989年－2001年）
- 孙震（1989年－）
- 张继正（1990年－）
- 谢森中（1993年－2004年）
- 罗铜壁（1993年－）
- 宋瑞楼（1995年－）
- 刘兆玄（1996年－）
- 邱正雄（2000年－2008年）
- 李亦园（2000年－）
- 王友钊（2001年－）
- 陈季筑（2004年－）
- 陈维昭（2005年－）
- 薛琦（2008年－）

### 美国籍
- 孟禄（Paul Monroe，1924年－1944年）
- 顾临（Roger S. Greene，1924年－1947年）
- 杜威（John Dewey，1924年－1926年）
- 贝诺德（C. R. Bennett，1924年－1946年）
- 贝克（J. E. Baker，1924年－1946年）
- 韦洛贝(W. W. Willoughby，1926年－1927年）
- 司徒雷登（John Leighton Stuart，1927年－1953年）
- 布拉第（Donald M. Brodie，1944年－1966年）
- 杨亚德（Arthur Young，1945年－1946年）
- 瑞德（G. J. S. Reed，1946年－1951年）
- 赫契生（C. B. Hutchison，1946年－1972年）
- 麦凯（James A. Mackay，1951年－1972年）
- Kenneth L. Isaacs（1953年－1965年）
- 李国钦（K. C. Li，1957年－1962年）
- 庄莱德（Everett F. Drumright，1962年－1993年）
- Hummer（1965年－1966年）
- Raymond A. Kathe（1966年－1976年）
- Robert F. Chandler（1972年－1976年）
- John Exter（1972年－1999年）
- Frederick Seitz（1976年－2006年）
- Bruce M. Brenn（1976年－1983年）
- Robert L. Sproull（1993年－2006年）
- Platt（1996年－2009年）
- Robert Freeman（1999年－2005年）
- Attallah Kappas（2005年－2010年）
- Douglas Dempster（2006年－）
- Neal F. Lane（2006年－）
- William A. Aiello（2009年－）
- Robert P. Parker（2010年－）

## 历任董事长
- 范源濂（臨時董事長，1924年－1925年）
- 颜惠庆（1925年－1928年）
- 张伯苓（1928年）
- 蔡元培（1929年－1940年）
- 颜惠庆（1940年－1945年）
- 蒋梦麟（1945年－1964年）
- 孙　科（1966年－1973年）
- 钱思亮（1974年－1983年）
- 吴大猷（1984年－2000年）
- 阎振兴（2000年－2005年）
- 钱　纯（2005年－2014年）
- 孙　震（2015年－2021年）
- 刘兆玄（2022年－）[7]